# Рубин Димитров
Рубин Асен Димитров, познат още като Бичко, е български общественик, участник в акцията по спасяването на българските евреи.

## Биография
Роден е на 30 септември 1915 г. На 24 май 1943 г., след слухове за депортация, много софийски евреи се събират на протест пред царския дворец в София. За да бъде спряна демонстрацията е изпратена полиция. Виждайки това, Рубин Димитров предлага на около 20 от евреите да се скрият в пекарната, собственост на баба му в квартал Ючбунар, докато напрежението утихне. Рубин Димитров помага с каквото може на много от жените, чиито мъже са арестувани и отведени в концлагера Сомовит. След като е видян да прегръща освободен евреин, е арестуван и разпитван, също така и подложен на физическо насилие. Вследствие на нанесения му побой, зрението му се поврежда. Въпреки всичко продължава да помага с храна, дрехи и осъществява преноса на писма на евреи от различни трудови лагери. След Втората световна война продължава да поддържа връзка със спасените от него, свои приятели. Гостува на Съюза на имигрантите от България в Израел, където желаят да го лекуват в една от местните болници. Той остава в Израел. На 16 юли 1963 г. израелската комисия към Държавния институт „Яд Вашем“ го провъзгласява за „Праведник на света“. Умира на 5 януари 1995 г.